# Ken Hill (calciatore)
Ken Hill (Canterbury, 7 marzo 1953) è un ex calciatore inglese.

## Carriera
Hill si formò nel Gillingham, entrando a far parte della prima squadra tra il 1971 e il 1977, disputando due tornei nella Fourth Division inglese e altri due in Third Division.  
Durante la sua militanza con il Gillingham milita nel 1974, in prestito, nella NASL ai Baltimore Comets, ottenendo come il raggiungimento dei quarti di finale nella North American Soccer League 1974. Nella stagione 1974-1975 gioca in prestito al Lincoln City nella quarta serie inglese. 
Nella stagione 1977 torna a giocare a giocare negli Stati Uniti d'America in forza ai Washington Diplomats, con cui non supera però la fase a gironi del torneo nordamericano.
In seguito torna in patria per giocare nel Maidstone Utd.